# 凯瑟琳·巴雷特
凯瑟琳·巴雷特（英語：Catherine Barrett，2000年6月19日—），加拿大花样游泳运动员。她曾代表加拿大参加2019年泛美运动会花样游泳比赛，获得一枚金牌。她也曾参加2019年世界游泳锦标赛。